# Seleção Espanhola de Futsal Feminino
A Seleção Espanhola de Futsal Feminino é a seleção oficial de futebol de salão feminino da Espanha, e que tem como unidade organizadora a Real Federação Espanhola de Futebol, criada em 1909.

## Estatísticas
| 2010  | Semi-finalista |
| 2011  | Vice-campeã    |
| 2012  | 3º lugar       |
| 2013  | Vice-campeã    |
| 2014  | 3º lugar       |
| 2015  | 3º lugar       |
| Total | 6/6            |

| 2019  | Campeã |
| Total | 1/1    |

## Elenco atual
Baseado na convocação para o Campeonato Mundial Feminino de Futsal de 2012.
| No. | Posição | Jogadora          | Idade           | Clube atual          |
| --- | ------- | ----------------- | --------------- | -------------------- |
| 01  | Goleira | Vanessa Martínez  | 31 (30/10/1981) | Atlético Madrid      |
| 12  |         | Lorena García     | 27 (16/03/1985) | Valladolid           |
| 13  |         | Belén Marzo       | 19 (03/08/1993) | Móstoles             |
| 03  | Fixo    | Patricia Chamorro | 26 (10/07/1986) | Móstoles             |
| 05  |         | Leticia Sánchez   | 26 (02/10/1986) | Atlético Madrid      |
| 06  |         | Isabel García     | 24 (29/01/1988) | Atlético Madrid      |
| 08  |         | Claudia Xandri    | 28 (23/09/1984) | Gironella            |
| 02  | Ala     | Rosángela Silva   | 28 (19/05/1984) | Ponte Ourense        |
| 04  |         | Patricia Mota     | 25 (13/04/1987) | Rioja                |
| 07  |         | Amparo López      | 26 (12/03/1986) | Ternana              |
| 14  |         | Ana Luján         | 21 (20/09/1991) | Atlético Madrid      |
| 09  | Pivô    | Patricia Gómez    | 24 (19/02/1988) | Soto del Real        |
| 10  |         | Natalia Sanz      | 29 (20/12/1982) | Atlético Madrid      |
| 11  |         | Lorena Marcos     | 34 (25/03/1978) | Universidad Alicante |